# Anton Janša
Anton Janša (ur. 20 maja 1734 w Breznicy, zm. 13 września 1773 w Wiedniu) – słoweński pszczelarz i malarz, znany jako pionier nowoczesnego pszczelarstwa i uchodzący za jednego z najlepszych pszczelarzy. Wykształcony akademicki malarz występował jako pierwszy nauczyciel pszczelarstwa na dworze cesarskim.

## Życiorys

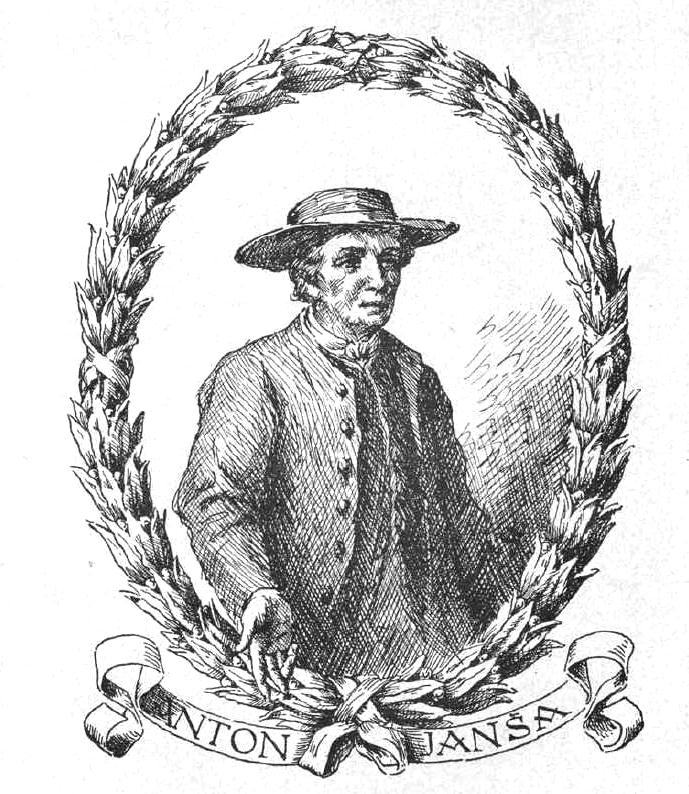
Słoweński pszczelarz Anton Janša

Urodził się w Breznicy koło Žirovnicy. Zarówno Anton Janša, jak i jego dwaj bracia byli uzdolnieni artystycznie (w domu rodzinnym, w stodole utworzyli studio malarskie). Pomimo faktu, że żaden z nich nie umiał ani czytać, ani pisać, przeprowadzili się do Wiednia, aby tam uczyć się rysunku i rzemiosła w szkole miedziorytnictwa. Lovro, brat Antona ukończył z sukcesem studia i został profesorem w Akademii Sztuk Pięknych. Anton Janša mimo malarskiego talentu zdecydował się na założenie własnej pasieki i poświęcenie się pszczelarstwu. W roku 1769 rozpoczął intensywne prace nad rozwojem pszczelarstwa, ponieważ od najmłodszych lat interesowały go pszczoły i wszystko z nimi związane. W rodzinnej wsi mieli ponad sto uli, przed którymi zbierali się sąsiedzi i rozmawiali o pszczelarstwie i rolnictwie. Rok później Janša zdał egzaminy i został pszczelarzem w Dolnoaustryjskim Towarzystwie Rolniczym, a później nauczycielem pszczelarstwa w Szkole Pszczelarstwa znajdującej się w okolicy parku Augarten w Wiedniu, założoną przez Marię Teresę. Janša oprócz sprawowania funkcji pszczelarza w ogrodach Augarten podróżował do innych austriackich prowincji, gdzie prezentował innowacyjny sposób transportu pszczół na pastwiska gryki.
Sławę w cesarstwie zdobył prowadząc wykłady, na których przekazywał ogromną wiedzę na temat pszczół. W języku niemieckim zostały wydane dwie jego książki. W 1771 roku opublikowano Debate na temat rodzenia się pszczół oraz Całkowita Nauka Pszczelarstwa. Ta druga została opublikowana dopiero po śmierci autora, w 1775 roku. Książka została wydana dzięki pomocy Petra Pavla Glavara, który przetłumaczył oraz uzupełnił dzieło o kilka niezbędnych informacji. W Kompletnej Doktrynie Pszczelarstwa Janša napisał: „Pszczoły (tak nazywane przez buczenie, szmery i inne głosy, które wydają) są rodzajem much stworzonych przez Boga aby ze swoją gorliwością i niestrudzoną pracą dostarczać człowiekowi niezbędnego mu do życia miodu i wosku. Wśród wszystkich stworzonych przez Boga rzeczy lub zwierząt nie ma nic dla człowieka nic tak dobrego, pomocnego, potrzebującego niewiele opieki, jakiegokolwiek prowiantu i nie narażająca człowieka na jakiekolwiek koszty rzecz jaką jest pszczoła”. Elementy nauki Antona Janšy wciąż są aktualne i wykorzystywane przez współczesne pszczelarstwo. Caryca Maria Teresa po śmierci znakomitego pszczelarza wydała dekret w którym nakazała wszystkim pszczelarzom w królestwie uczyć się z książek Antona Janšy.
Antona Janša jest również znany ze zmiany wielkości uli oraz ich kształtu, co pozwoliło pszczelarzom na komponowanie wiele uli w jeden blok. Oprócz ogromnej wiedzy z zakresu pszczelarstwa Janša również był wybitnym malarzem, rozpowszechnił popularne w tradycji słoweńskiej malowanie drzwi uli oraz ściany tradycyjnymi scenami pochodzącymi z kultury słoweńskiej lub krańskimi motywami. Obrazy na drzwiach do uli są malowane głównie farbami olejnymi. Obrazy prezentują ludzkie słabości, motywy świeckie oraz scenki, które w sposób stereotypowy przedstawiają niektóre zawody. Na początku XX wieku, wraz z rozwojem pszczelarstwa zanikła tradycja malowania drzwi uli, ale liczne ozdobione drzwiczki znajdują się teraz w lokalnych i państwowych muzeach lub prywatnych kolekcjach jako część tożsamości słoweńskiej kultury. Malowanie przodu uli jest szczególnie charakterystyczne dla słoweńskiego regionu alpejskiego.
Kolejnym odkryciem, jakie zawdzięczamy Janšy jest odrzucenie błędnego przekonania, że pszczoły transportują wodę w powietrzu. Doszedł też do wniosku, że królowa matka zostaje zapłodniona w powietrzu, a pszczoły ją celowo zabierają na pastwiska. Wynalazł również żłobki i spopularyzował naukę o pszczelarstwie zapoczątkowaną przez Giovanniego Antonia Scopoli.
Słoweńcy wciąż korzystają z projektu uli wymyślonych przez rodaka. W roku 1884 Stowarzyszenie Pszczelarzy i Sadników zawiesiło tablicę pamiątkową na ścianie rodzinnego domu Antona Janšy. Jego imię nosi Muzeum Pszczelarstwa w Radovljicy oraz Stacja Hodowli Pszczelarstwa w Završnicy.

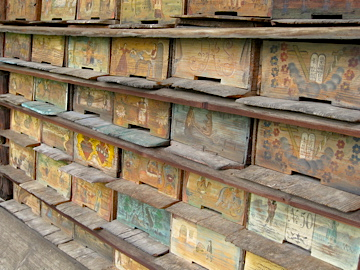
Ule projektu Antona Jansy pomalowane scenkami nawiązującymi do tradycji słoweńskiej

## Dzieła
- Anton Janša, Całkowite nauczanie dla wszystkich pszczelarzy (1792), przetłumaczył Janez Goličnik, Celje 1792.
- Anton Janša, Debata na temat rodzenia się pszczół (1771), przetłumaczył Avgust Bukovec, Ljubljana, 1906.
- Anton Janša, Całkowita Nauka Pszczelarstwa (1775), przetłumaczył Frančišek Rojina, Ljubljana, 1922.